# Joan Creus i Custodio
Joan Creus i Custodio (11 de gener de 1992) és un jugador de bàsquet català que juga a la posició de base amb l'equip del FC Barcelona a la LEB Or. Creus, que és fill del també jugador Joan Creus i Molist, s'ha format a les categories inferiors del CB Granollers , CB Cornellà i del FC Barcelona.